# Riserva naturale Gole del Raganello
La riserva naturale Gole del Raganello è un'area naturale protetta situata nei comuni di San Lorenzo Bellizzi, Civita e Cerchiara di Calabria, in provincia di Cosenza. La riserva occupa una superficie di 1600 ettari all'interno del Parco nazionale del Pollino ed è istituita nel 1987.

## Territorio
Le Gole del Raganello costituiscono un canyon, lungo circa 17 km, che si diparte dalla Sorgente della Lamia fino a raggiungere un'area attigua all'abitato di Civita, dove sorge il caratteristico Ponte del Diavolo. Qui il corso del torrente Raganello diventa più regolare e scorre lungo una valle più aperta che si mantiene tale fino alla foce. Il canyon del Raganello viene distinto dagli esperti in due parti: le Gole alte e le Gole basse.

### Gole alte del Raganello
Le Gole alte del Raganello o Gole di Barile si dipartono dalla Sorgente della Lamia fino a raggiungere la cosiddetta Scala di Barile, nei pressi dell'abitato di San Lorenzo Bellizzi, in un percorso di circa 9 km. La conformazione del torrente è molto accidentata, ma di grande interesse naturalistico ed escursionistico. Il canyon è costituito da due imponenti pareti rocciose: la Timpa di Porace-Cassano e la Timpa di San Lorenzo (1652 m). Esse sovrastano il torrente per un'altezza di circa 600-700 metri. Il percorso è costituito da rocce multicolori, levigate per secoli dalle acque che scorrono lungo questo corso. Gli escursionisti possono percorrere il canyon, con l'ausilio di semplici dispositivi di autoassicurazione (caschi rigidi, corde, moschettoni), riuscendo a contemplare scenari di ispirazione dantesca: il Grande Diedro, il Masso delle Rudiste, la Sorgente degli Equiseti, l'Anfiteatro del Diavolo.

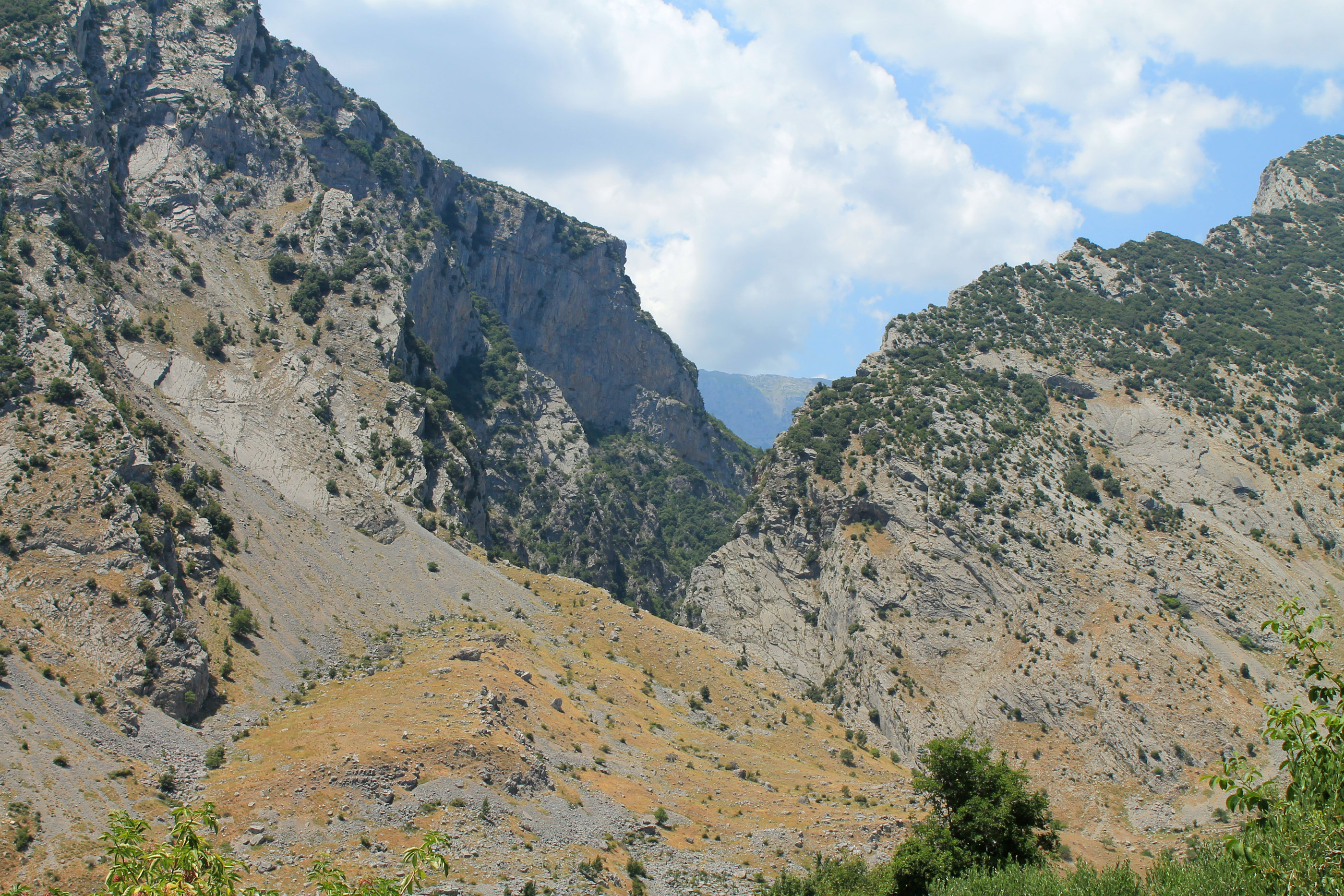
Gole del Raganello tra la Timpa di Cassano-Porace e la Timpa di San Lorenzo

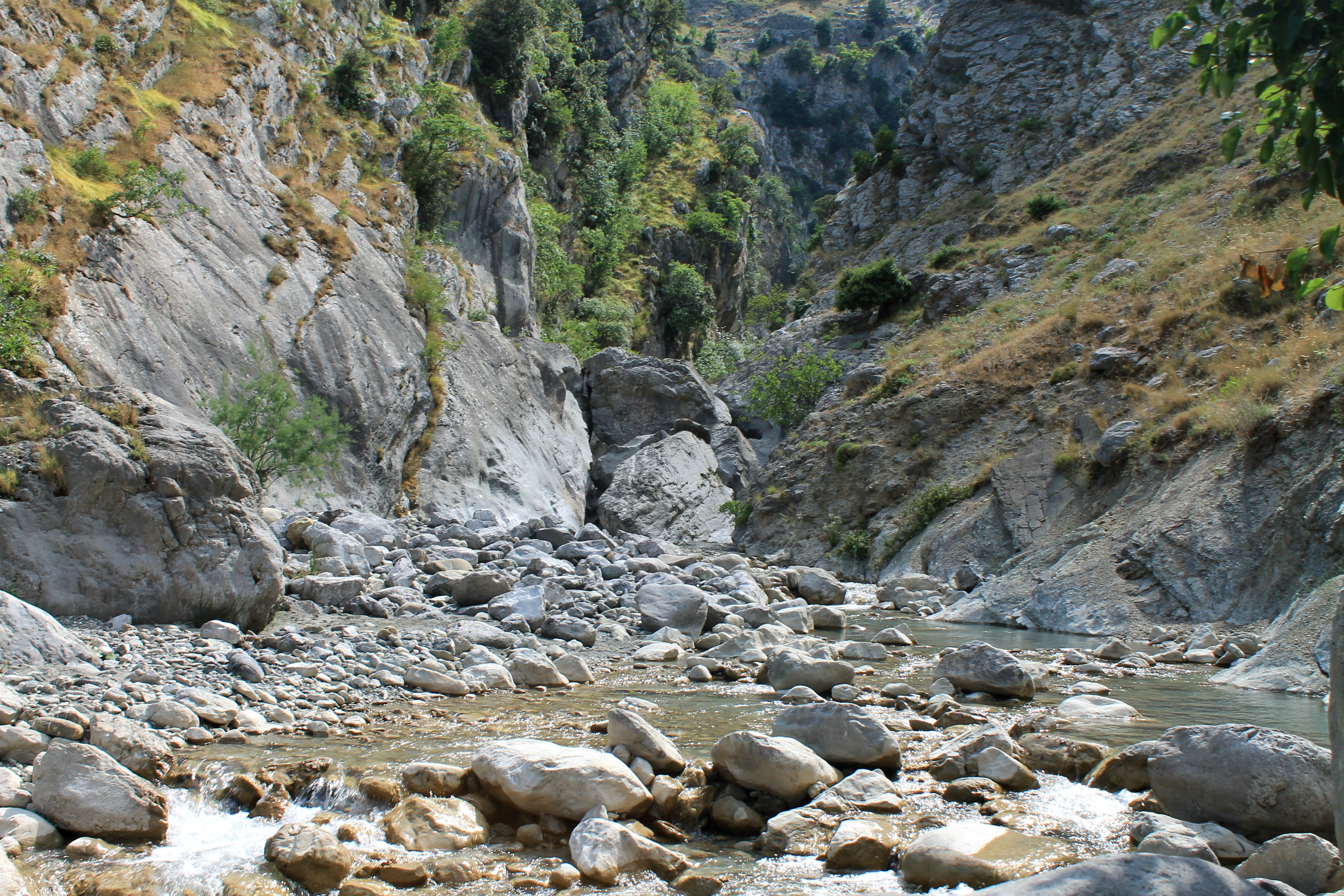
Gole del Raganello nei pressi di San Lorenzo Bellizzi.

### Gole basse del Raganello
Le Gole basse del Raganello si dipartono dalla zona Pietraponte, dove si erge il Ponte omonimo, un singolare macigno incastonato tra le pareti, fino a raggiungere la zona sottostante lo spettacolare Ponte del Diavolo, nei pressi di Civita, in un percorso di circa 8 km. Gli accorgimenti per gli escursionisti e per chiunque abbia il piacere di contemplare questi incantevoli paradisi del torrentismo sono i medesimi. Il percorso è simile per conformazione a quello superiore, ma più difficoltoso da percorrere, data la maggiore quantità d'acqua del bacino e la presenza di punti maggiormente scoscesi e accidentati: la Forra d'Ilice, la Conca degli Oleandri, la Tetra Fenditura, la Frana Ciclopica.
Le visite al torrente sono effettuabili solo con l'accompagnamento di una guida, visti i tragici episodi nei quali gruppi di escursionisti sono dovuti essere soccorsi, per essersi inoltrati senza la necessaria attrezzatura ed esperienza.

## Ambiente

### Flora
La limitata varietà di specie floreali è condizionata dalla conformazione geologica e del terreno, perlopiù costituito da imponenti formazioni rocciose, che favorisce la vegetazione di pini loricati nei punti più elevati della riserva (Timpa di San Lorenzo-1652 m), mentre nelle aree meno elevate si rileva la presenza abbastanza cospicua di faggi e un numero abbastanza limitato di esemplari di abete bianco.

### Fauna
Sui crestoni rocciosi della Timpa di San Lorenzo e della Timpa di Porace-Cassano, le imponenti pareti del canyon del Raganello, e nei paesaggi attigui si possono intravedere numerose specie animali: la volpe, la faina, la donnola, il tasso, l'aquila reale, il falco pellegrino, il gheppio, il corvo imperiale, mentre nelle acque del Raganello dominano la raganella comune e l'ululone dal ventre giallo.

## La tragedia del 2018
Il 20 agosto 2018 un gruppo di escursionisti avventuratisi nelle Gole del Raganello fu colto da una piena improvvisa, causata da un violentissimo temporale abbattutosi a monte, nei pressi dell'abitato di San Lorenzo Bellizzi.
Il bilancio fu di 10 vittime; tra gli altri escursionisti coinvolti, 11 rimasero feriti, mentre 23 persone furono portate in salvo; tre dispersi vennero ritrovati, dopo affannose ricerche, il giorno successivo.